# Große Olympiaschanze

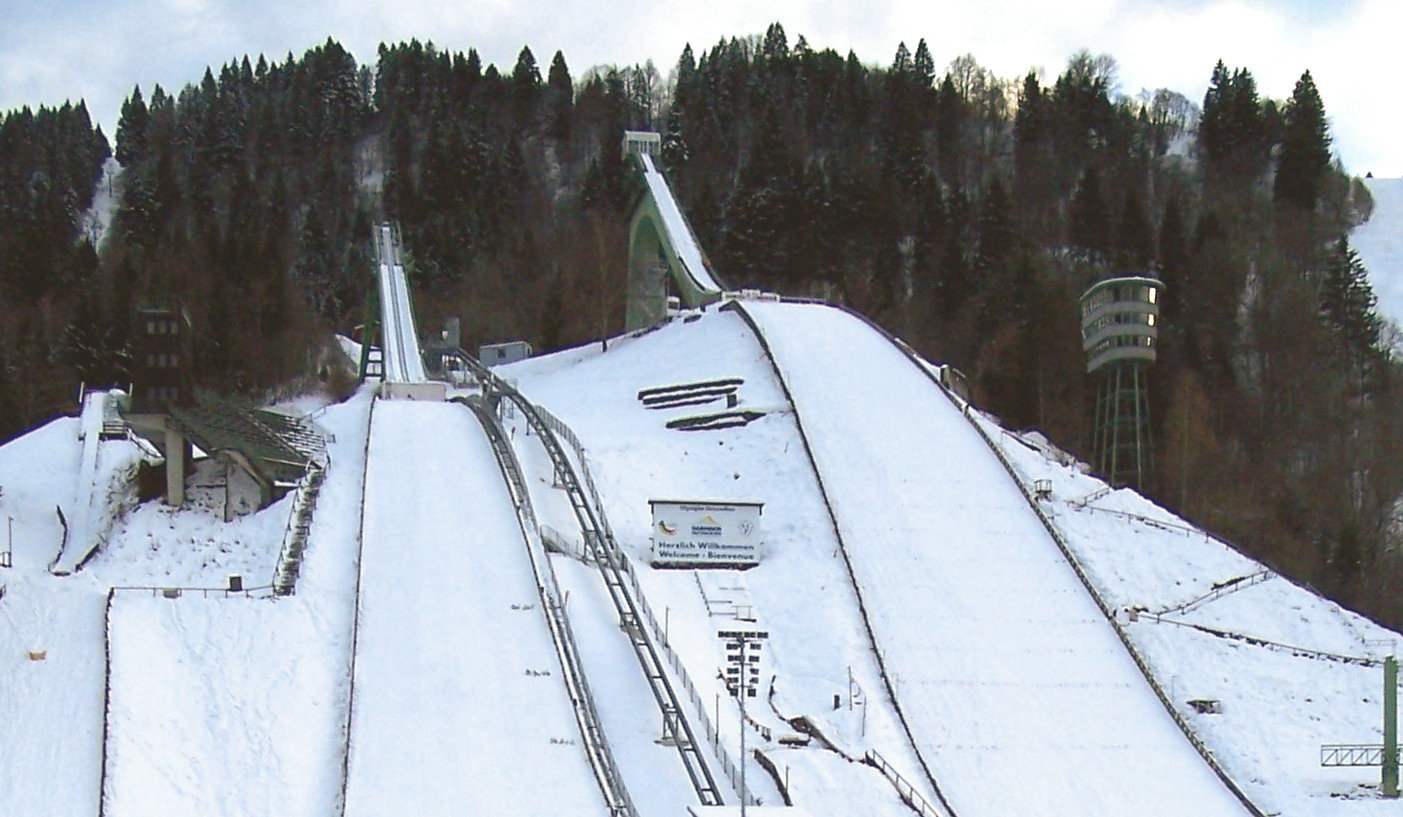
Stora Olympiabacken före modernisering 2007.

Große Olympiaschanze (svenska: Stora olympiabacken) i Garmisch-Partenkirchen i Bayern i Tyskland är en hoppbacke som öppnades 1921 och genomgick renoveringar åren 1978 och 2007. Nuvarande namn antogs då man anordnade olympiska vinterspelen 1936. I hoppbacken anordnades backhoppningen, vid närliggande skidstadion längdskidåkning och båda användes för nordisk kombination. Den 1 januari hålls här varje år en deltävling i tysk-österrikiska backhopparveckan, som numera även ingår i världscupen.

## Historia
Sedan 1921 då backen i Partenkirchen byggdes (namnet "Garmisch-Partenkirchen" började användas från 1935 efter att Adolf Hitler tvingade borgmästarna i de två separata städerna Garmisch (i vest) och Partenkirchen (i öst) att slå sig samman med anledning det kommande vinter-OS 1936), har det arrangerats nyårstävling i backhoppning där. Stora förbättringar i backen utfördes 1933 och 1934 och den ombyggda backen i Partenkirchen invigdes 3 februari 1934.
Under olympiska spelen 1936 var det goda vindförhållanden, men lite problematiska snöförhållanden. "Olympiaschanze" (svenska: Olympiabacken) hade K-punkt på 80 meter (K80), men ingen lyckades med hopp över 80 meter i OS-tävlingen. Vinnaren, Birger Ruud, Norge, hoppade 74,5 och 75 meter. Sven Eriksson, Sverige (efter OS tog han namnet Selånger efter namnet på hemorten) hade två hopp som mätte 76 meter, men det räckte bara till silver, 1,7 poäng efter Ruud, men 1,6 poäng före bronsvinnaren Reidar Andersen, Norge. 130.000 åskådare var på plats under OS-tävlingen i Olympiabacken.
Enligt planerna skulle också olympiska vinterspelen 1940 arrangeras i Garmisch-Partenkirchen. Ombyggnader och moderniseringar utfördes i backanläggningen. OS blev inställt på grund av andra världskriget, men runt 1950 gjordes nya förbättringar i Olympiabacken. Ett nytt ståltorn gjorde att avståndet från toppen av backen och ned mot hoppet ökade från 70 till 82 meter. Själva hoppet blev flyttat ungefär 6 meter bakåt. Olympiabacken var då den mest moderna hoppbacken i världen.
1949 utvecklades en idé i skidföreningarna i Partenkirchen, Tyskland och Innsbruck, Österrike. Man ville arrangera en Tysk-österrikisk backhopparvecka (tyska: Deutsch-Österreichische Springertournee/Vierschanzentournee) i fyra olika hoppbackar. Backarna i Partenkirchen, Innsbruck och Bischofshofen var redan utvalda från början, men man villa ha en tysk backe till. SC Partenkirchen valde efter noggranna övervägningar Oberstdorf som den andra tyska staden i backhopparveckan.
Den första tävlingen i Tysk-österrikiska backhopparveckan var nyårstävlingen i backen i (numera) Garmisch-Partenkirchen. 50 backhoppare startade i tävlingen 1 januari 1953. Tyskar och österrikare hade många hoppare med, men även 4 jugoslaver, 4 utövare från Sverige, 3 norrmän och 3 backhoppare från Schweiz deltog. Tävlingen i Garmisch-Partenkirchen vanns av norrmannen Asgeir Dølplads som med det blev historisk. Hoppveckan totalt vanns av Sepp Bradl, Österrike (som har givit namn till sportarenan i Bischofshofen - Sepp-Bradl-Stadion). Norrmännen Halvor Næs och Asgeir Dølplads blev nummer två och tre sammanlagt.
Olympiabacken moderniserades 1978 och 1996. Backen fick då K-punkt på 115 meter (K115) och backstorlek 125 meter (HS125). Säsongen 1979/1980 startade Världscupen i backhoppning och hoppveckan ingår i världscupen. Det har därmed varit världscuptävlingar i Garmisch-Partenkirchen varje år sedan 1979. Olympiabacken var den äldsta backen som ingick i världscuptävlingarna, och fick smeknamnet die alte Dame (den gamla damen).
FIS ändrade sitt reglemente 2006 vilket gjorde det nödvändigt att bygga en helt ny backe. Nyårstävlingen 2007 blev sista gången man hoppade i gamla backen för den skulle sprängas bort. Andreas Goldberger var utvald att göra det allra sista hoppet i backen, men vädret gjorde att man inte kunde fullfölja tävlingen, så Anders Jacobsen var den som hade det sista hoppet i backen. Hoppet mätte 122,5 meter. Backrekordet hölls av Adam Małysz med 129,5 meter, noterat 1 januari 2001.
14 april 2007 blev den gamla backen bortsprängd. 27 och 28 november kom det nya 650.000 kg tunga tornet på plats. 21 december 2007 blev den nya Olympiabacken invigd men en tävling i Kontinentalcupen i backhoppning (COC). Att backen kunde klara av hopp över 140 meter, demonstrerade österrikaren Gregor Schlierenzauer i Nyårstävlingen 2008 då han förbättrade backrekordet till 141 meter. Schweizaren Simon Ammann har gällande backrekord satt 1 januari 2010 med 143,5 meter. Ett vindskydd monterades i backen april 2011 efter krav från Internationella Skidförbundet (FIS).